# SN 2008fz
SN 2008fz – supernowa typu IIn odkryta 22 września 2008 roku w galaktyce A231616+1142. W momencie odkrycia miała maksymalną jasność 17,10m.